# Ндеки, Жан-Поль
Жан-Поль Нджумек Ндеки (фр. Jean-Paul Ndjoumeck Ndeki; 27 октября 1982) — камерунский футболист, защитник.

## Карьера
Начинал карьеру в Германии, в юношеской команде «Айнтрахта» из Франкфурта-на-Майне. Вызывался в олимпийскую сборную Камеруна. В начале сезона 2003—2004 гг. играл за немецкий клуб 4-го дивизиона «Боруссия» Фульда.
В середине 2004 года стал игроком латвийского клуба первой лиги «Вента» из города Вентспилс и помог тому завоевать повышение в классе, забив в матче плей-офф с «Диттоном» за выход в Высшую лигу оба мяча (две победы «Венты» — 1:0 и 1:0). В межсезонье команда формально переехала в Кулдигу. В следующем сезоне после банкротства «Венты» перешёл в другой клуб чемпионата Латвии — ФК «Вентспилс», с которым в последующие годы дважды становился чемпионом и обладателем кубка страны. В 2006 году признавался лучшим защитником и лучшим футболистом латвийской Высшей лиги.
В январе 2008 года Ндеки находился на просмотре в российском клубе Первого дивизиона «Торпедо» Москва. 15 января 2008 года на официальном сайте клуба «Вентспилс» появилось сообщение о подписании «Торпедо» трёхлетнего контракта с футболистом. 18 января московский клуб подтвердил заключение контракта, однако уже 21 января по результатам состоявшейся контрольной игры «Торпедо» отказалось от окончательного оформления перехода камерунского игрока.
В 2008 году играл в китайской команде «Циндао Чжунэн», а в 2009 году вернулся в «Вентспилс».

## Достижения

### Командные
- Чемпион Латвии: 2006, 2007
- Обладатель Кубка Латвии: 2005, 2007
- Финалист Кубка чемпионов Содружества: 2007

### Личные
- Лучший футболист чемпионата Латвии: 2006
- Лучший игрок Кубка чемпионов Содружества 2007

## Семья
Его старший брат Эдуар Ум Ндеки (1976—2009) также был футболистом.